# Rosamunde Pilcher: Nie wieder Klassentreffen
Rosamunde Pilcher: Nie wieder Klassentreffen ist ein deutscher Fernsehfilm von Hans-Jürgen Tögel aus dem Jahr 2017. Es ist die 141. Folge der Rosamunde-Pilcher-Filmreihe des ZDF und eine Verfilmung der Kurzgeschichte Lounge Bar der erfolgreichen britischen Schriftstellerin Rosamunde Pilcher.

## Handlung
Die Abiturienten des Abijahrgangs 1996 finden sich zum zwanzigjährigen Klassentreffen bei Kate und Daniel ein, die gemeinsam Cider herstellen und die Klassentreffen ihres Jahrgangs seit jeher ausrichten. Sandra kommt zum ersten Mal dorthin, nachdem sie sich zuvor von ihrem verheirateten Chef, mit dem sie eine Affäre hatte, getrennt und ihre Arbeit gekündigt hat. Früh trifft sie auf Luke, einen ehemaligen Schulfreund. Die beiden waren früher ineinander verliebt, ohne das vom anderen zu wissen. Die beiden fahren zusammen zum Klassentreffen und geben sich dort als Paar aus, um unangenehme Fragen zu vermeiden.
Luke und Daniel haben beide einen Drohbrief erhalten, der von einer Person stammt, die sich im Brief als Robin Hood bezeichnet. Jemand ist dahintergekommen, dass die beiden damals mit Geld aus der Klassenkasse Lotto gespielt und den Gewinn von 30.000 Pfund nicht unter allen, sondern nur unter sich aufgeteilt haben. Bald führt eine Fährte zum Filialleiter der örtlichen Bank, der in finanziellen Schwierigkeiten steckt und mit dem sie eine für alle Beteiligten akzeptable Einigung erzielen können.
Daniel und Kate wollen nach über zwanzig Jahren miteinander endlich heiraten. Doch da meldet sich Kates Gewissen. Sie will nicht mit einer Lüge in die Ehe gehen und ihm sagen, dass er nicht der leibliche Vater ihres neunzehnjährigen Sohnes Paul ist, was sie nie übers Herz gebracht hat ihm zu sagen. Der Vater ist Luke, der die Nachricht schockiert zur Kenntnis nimmt. Daniel ist zuerst sehr wütend, doch schnell finden die beiden Freunde wieder zueinander und Luke ist Fotograf auf der Hochzeit.
Sandras Mutter Mary hat sich wegen oftmaliger Kopfschmerzen untersuchen lassen. Sie hat ein Aneurysma im Gehirn, dessen operative Entfernung mit einem hohen Risiko verbunden wäre. Schon bald offenbart sie diese Nachricht ihrer Tochter. Mary ist mit Kate befreundet und denkt nach einem Gespräch auch, dass Sandra mit Luke zusammen ist. So setzt sich die vorgespielte Liebesbeziehung noch weiter fort und entwickelt sich im Laufe der Handlung tatsächlich zu einer echten. Mary lässt sich trotz des Risikos operieren.
Vier Monate später besucht Sandra ihre Mutter erneut und erfährt, dass Operation und Reha ihrer Mutter optimal verlaufen sind. Gleichzeitig sagt sie ihrer Mutter, dass sie von Luke schwanger ist und sich damit ihr insgeheim großer Wunsch nach Enkelkindern erfüllt.

## Hintergrund
Die Erstausstrahlung fand im ORF am 16. August 2017 und im ZDF am 20. August 2017 um 20:15 Uhr statt. Die Dreharbeiten fanden zwischen dem 27. Oktober 2016 und 28. November 2016 statt.
Bei seiner Erstausstrahlung schalteten den Film 6,7 Mio. Zuschauer ein bei einem Marktanteil von 16,0 Prozent.

## Kritiken
„Nette Romanze nach bekannten Strickmuster“

„Oh dear – Schmalkost in exklusivem Rahmen“

Tilmann P. Gangloff schreibt, der Film sei tempoarm, aber abwechslungsreich.
Das Lexikon des internationalen Films bewertete den Film mit einem von fünf möglichen Sternen und urteilte: „Ungemein seichter, langweiliger Liebesfilm, ohne Esprit inszeniert und gespielt. Das zerfahrene Drehbuch wartet mit reichlich Binsenweisheiten auf, um die herum eine vor Klischees triefende Geschichte aufgebaut ist.“